# Patrick Gorez
Pour les articles homonymes, voir Gorez.
Patrick Gorez, né le 12 juillet 1955, est un footballeur belge actif durant les années 1970 et 1980. Il occupe le poste d'attaquant au début de sa carrière avant de reculer en milieu de terrain puis comme arrière gauche. Après sa carrière sportive il s'est reconverti dans la comptabilité.

## Carrière en club
Patrick Gorez a 18 ans lorsqu'il est intégré en 1973 au noyau de l'équipe première de la R. AA louviéroise, qui évolue alors en Division 3. Il y devient rapidement titulaire et aide son équipe à remporter le tour final en fin de saison, organisé pour désigner les montants supplémentaires qui occuperont les places libérées en Division 2 par l'élargissement de la première division à 20 clubs. La saison suivante, le club remporte à nouveau le tour final et est promu pour la première fois de son histoire parmi l'élite nationale belge. Toujours titulaire indiscutable dans l'équipe, Patrick Gorez est repositionné en milieu de terrain axial et dispute 32 rencontres durant la saison. Bien que sauvé sportivement, le club est rétrogradé en deuxième division à cause d'une tentative de falsification de la compétition. Le joueur reste malgré tout au club et l'aide à remporter à nouveau le tour final la saison suivante, permettant ainsi aux « Loups » de revenir en Division 1 et terminant meilleur buteur de la série au passage.
La montée acquise, Patrick Gorez quitte La Louvière en 1977 et rejoint le Racing White Daring de Molenbeek, un des meilleurs clubs de Belgique durant cette deuxième moitié des années 1970. Titularisé dès son arrivée au club, il inscrit son premier but sous les couleurs molenbeekoises dès son premier match et ne manque qu'une rencontre durant la saison. Lors de sa troisième saison au club, il est repositionné sur l'aile, un poste qui lui convient moins, et perd sa place dans le onze de base durant la deuxième moitié de la saison. Il décide alors de quitter le club et, après avoir manqué un transfert à La Gantoise, il retourne à La Louvière, relégué entretemps en Division 2. Il ne reste qu'une saison au club, déjà en difficultés financières et qui met plusieurs années à lui payer son salaire.
En 1981, Patrick Gorez part au R. FC Seraing, qui évolue également en deuxième division. Après une remontée spectaculaire qui voit l'équipe aligner onze victoires consécutives, le club remporte in extremis le titre de champion et est promu pour la première fois en Division 1. Replacé au poste d'arrière latéral gauche dans l'équipe sérésienne, Patrick Gorez retrouve l'élite et enchaîne les bonnes prestations. Il est récompensé par une convocation en équipe nationale belge en avril 1984 à l'occasion d'une rencontre amicale face à la Pologne de Grzegorz Lato, qui jouait là son match d'adieu. Malheureusement, il se blesse juste avant la rencontre et ne sera plus jamais appelé avec les « Diables Rouges » par la suite.
Durant l'été 1984, Patrick Gorez signe un transfert chez le champion en titre, le KSK Beveren. Il a plus de mal à s'imposer de manière stable dans l'équipe de base mais dispute néanmoins quatre rencontres en Coupe des champions, inscrivant deux buts. Il passe trois saisons dans le club waeslandien et s'en va en 1987 au Sporting Charleroi. Il reste également trois ans au club carolo puis quitte le club en 1990 pour effectuer une dernière pige d'une saison au R. FC Namur, en troisième division. Il devient ensuite joueur-entraîneur à Tamines puis à Couillet. Il quitte ensuite le monde du football pour se reconvertir dans la comptabilité.

## Statistiques
| Saison                | Club                  | Championnat           | Championnat | Championnat | Coupe(s) nationale(s) | Coupe(s) nationale(s) | Compétition(s) continentale(s) | Compétition(s) continentale(s) | Compétition(s) continentale(s) | Total | Total |
| Saison                | Club                  | Division              | M.          | B.          | M.                    | B.                    | Comp.                          | M.                             | B.                             | M.    | B.    |
| 1973-1974             | R. AA louviéroise     | Division 3            | -           | -           | -                     | -                     | -                              | 0                              | 0                              | 0     | 0     |
| 1974-1975             | R. AA louviéroise     | Division 2            | 30          | 7           | -                     | -                     | -                              | 0                              | 0                              | 30    | 7     |
| 1975-1976             | R. AA louviéroise     | Division 1            | 32          | 8           | -                     | -                     | -                              | 0                              | 0                              | 32    | 8     |
| 1976-1977             | R. AA louviéroise     | Division 2            | 27          | 16          | -                     | -                     | -                              | 0                              | 0                              | 27    | 16    |
| Sous-total            | Sous-total            | Sous-total            | 89          | 31          | -                     | -                     | -                              | 0                              | 0                              | 89    | 31    |
| 1977-1978             | RWD Molenbeek         | Division 1            | 33          | 9           | -                     | -                     | C3                             | 4                              | 1                              | 37    | 10    |
| 1978-1979             | RWD Molenbeek         | Division 1            | 32          | 7           | -                     | -                     | -                              | 0                              | 0                              | 32    | 7     |
| 1979-1980             | RWD Molenbeek         | Division 1            | 24          | 3           | -                     | -                     | -                              | 0                              | 0                              | 24    | 3     |
| Sous-total            | Sous-total            | Sous-total            | 89          | 19          | 6                     | 3                     | -                              | 4                              | 1                              | 99    | 23    |
| 1980-1981             | R. AA louviéroise     | Division 2            | 27          | 4           | -                     | -                     | -                              | 0                              | 0                              | 27    | 4     |
| Sous-total            | Sous-total            | Sous-total            | 27          | 4           | -                     | -                     | -                              | 0                              | 0                              | 27    | 4     |
| 1981-1982             | R. FC sérésien        | Division 2            | 25          | 5           | -                     | -                     | -                              | 0                              | 0                              | 25    | 5     |
| 1982-1983             | R. FC sérésien        | Division 1            | 34          | 6           | -                     | -                     | -                              | 0                              | 0                              | 34    | 6     |
| 1983-1984             | R. FC sérésien        | Division 1            | 32          | 5           | -                     | -                     | -                              | 0                              | 0                              | 32    | 5     |
| Sous-total            | Sous-total            | Sous-total            | 91          | 16          | -                     | -                     | -                              | 0                              | 0                              | 91    | 16    |
| 1984-1985             | KSK Beveren           | Division 1            | 25          | 3           | -                     | -                     | C1                             | 4                              | 2                              | 29    | 5     |
| 1985-1986             | KSK Beveren           | Division 1            | 21          | 1           | -                     | -                     | -                              | 0                              | 0                              | 21    | 1     |
| 1986-1987             | KSK Beveren           | Division 1            | 33          | 7           | -                     | -                     | C3                             | 6                              | 0                              | 39    | 7     |
| Sous-total            | Sous-total            | Sous-total            | 79          | 11          | -                     | -                     | -                              | 10                             | 2                              | 89    | 13    |
| 1987-1988             | R. Charleroi SC       | Division 1            | 30          | 6           | -                     | -                     | -                              | 0                              | 0                              | 30    | 6     |
| 1988-1989             | R. Charleroi SC       | Division 1            | 27          | 7           | -                     | -                     | -                              | 0                              | 0                              | 27    | 7     |
| 1989-1990             | R. Charleroi SC       | Division 1            | 24          | 2           | -                     | -                     | -                              | 0                              | 0                              | 24    | 2     |
| Sous-total            | Sous-total            | Sous-total            | 81          | 15          | -                     | -                     | -                              | 0                              | 0                              | 81    | 15    |
| 1990-1991             | R. FC Namur           | Division 3            | 15          | 3           | -                     | -                     | -                              | 0                              | 0                              | 15    | 3     |
| Sous-total            | Sous-total            | Sous-total            | 15          | 3           | -                     | -                     | -                              | 0                              | 0                              | 15    | 3     |
| Total sur la carrière | Total sur la carrière | Total sur la carrière | 471         | 99          | 6                     | 3                     | -                              | 14                             | 3                              | 491   | 105   |

## Palmarès
- Champion de Division 2 en 1982 avec le R. FC sérésien.

## Carrière en équipe nationale
Patrick Gorez dispute deux rencontres avec les espoirs en 1976. Il est convoqué une fois en équipe nationale belge le 17 avril 1984 pour disputer la rencontre d'adieu de l'international polonais Grzegorz Lato mais, blessé durant la préparation du match, il ne peut pas tenir sa place et n'a donc jamais joué avec les « Diables Rouges ». 
Le tableau ci-dessous reprend toutes les sélections de Patrick Gorez. Les matches non joués sont indiqués en italique. Le score de la Belgique est toujours indiqué en gras.
| Date       | Compétition  | Adversaire | Lieu     | Score | Remarque |
| ---------- | ------------ | ---------- | -------- | ----- | -------- |
| 17/04/1984 | Match amical | Pologne    | Varsovie | 0-1   |          |